# Джозеф Маккенна
Джозеф Маккенна (англ. Joseph McKenna;10 серпня 1843, Філадельфія, Пенсильванія, США — 21 листопада 1926, Вашингтон, США) — американський політик, який працював у всіх трьох гілках федерального уряду США: в законодавчій — як член Палати представників США, у виконавчій — як Генеральний прокурор США та у судовій — як суддя Верховного суду США. Він є одним із сімнадцяти членів Палати представників, які згодом працювали у Верховному суді (включаючи двох Голів Верховного суду США).

## Життєпис
Джозеф Маккенна народився 10 серпня (існує невпевненість щодо точної дати, оскільки в церковних записах фігурує дата 14 серпня) 1843 року в Філадельфії, Пенсильванія. Він був першою з п'ятьох дитиною в сім'ї Джона Маккенни, пекаря, що народився в Ірландії, та Мері Ен Люсі Джонсон Маккенни, що в дитинстві прибула до США з Англії. В батьків Джозефа була невеличка пекарня в ірландському районі Філадельфії.
Джозефа хрестили в католицькій церкві ім. Св. Філіпо Нері, яку спалили під час Філадельфійських нативістських заворушень 1844 року. Його батькам також довелось з метою безпеки постійно переміщувати свою пекарню. У Філадельфії Маккенна відвідував місцеву парафіяльну школу — Коледж Св. Йосипа, яка являла собою школу класичної граматики для хлопчиків.
В 1854 році родина Джозефа переїхала до Каліфорнії та оселилась в місті Беніша. В 1858 році помер батько Джозефа, залишивши родині пекарню та деяку нерухомість. Джозеф разом із іншими дітьми допомагав матері у справах пекарні, а також відвідував місцеву парафіяльну школу — Коледж Св. Августина. Маккенна сподівався стати католицьким священником, але потім змінив думку на користь права. Він навчався на курсах з права в Бенішській колегіальній школі, яку закінчив у 1864 році. Він також читав право із професором Нейтаном Еботом.
В 1865 році Маккенна став членом адвокатської колегії. Через декілька місяців юридичної практики, в 1866 році, від Республіканської партії його було обрано  окружним прокурором каліфорнійського округу Солано. Маккенну переобрали окружним прокурором в 1867 році. В 1869 році Маккенна повернувся до приватної практики. В тому ж році він одружився із Амандою Френсіс Борнмен, яка народилась в Німеччині.
Маккенна залишався активним в республіканській політиці. В 1875 році його обрали до Асамблеї штату Каліфорнія, де він проявив себе як реформатор. В Асамблеї він невдало спробував обратись на посаду спікера. Під час своєї каденції в каліфорнійській Асамблеї Маккенна проявив себе як прихильник державного регулювання пасажирських та вантажних тарифів на залізничних перевезеннях. Він також підтримував законопроект, що передбачав створення Штатної Ради Залізничних Комісарів. Крім того, він захищав законодавство про обов'язкову початкову освіту. Маккенна продовжував займатись приватною практикою, яка зростала по мірі того, як він виявляв все більше здібностей до публічних промов.
В 1876, а також в 1878 році, Маккенна невдало пробував обратись до Конгресу США як політик-республіканець. Один із біографів Маккенни називав релігійну приналежність Маккенни одним із факторів цих невдалих спроб, в той час, як інший біограф, піддає сумніву, що саме цей фактор зіграв значну роль, зважаючи на те, що Маккенна викликав невдоволення католиків тим, що підтримував обов'язкову початкову освіту.  Після кількох невдалих спроб обратись до Конгресу США, нарешті в 1884 обрали членом Палати представників США від Каліфорнії. З тих пір він обирався ще на три послідовні каденції. Під час роботи в Конгресі Маккенна зближується, особисто і політично, із могутнім сенатором, залізничним магнатом та засновником Стенфордського університету Лілендом Стенфордом. Річард Перселл вважав, що Маккенна вдало переобирався до Палати представників США, в тому числі, завдяки підтримці Стенфорда.
Крім того, під час роботи в Палаті представників США в Маккенни встановились важливі зв'язки із лідерами Республіканської партії, зокрема, із тодішнім головою комітету державних доходів та майбутнім президентом США Вільямом Мак-Кінлі. Під час четвертої каденції Маккенни в Палаті представників, у зв'язку із смертю судді Лоренцо Соєра, утворилась вакансія в Апеляційному суді Дев'ятого округу США, юрисдикція якого розповсюджувалась на тихоокеанське узбережжя США. Сенатор Ліленд Стенфорд та члена Палати представників від Монтани Томас Г. Картер переконували президента США Бенджаміна Гаррісона призначити на цю посаду Маккенну. Спочатку Гаррісон не хотів призначати Маккенну, оскільки вважав, що в того бракувало суддівського та юридичного досвіду. Картер показав Гаррісону промову, яку Маккенна висловив на підтримку Гаррісона в Палаті представників, коли демократи атакували Гаррісона через те, що той не забороняє імміграцію китайців до США. Після цього Гаррісон призначив Маккенну федеральним суддею.
В 1892 році Маккенну призначили суддею Апеляційного суду Дев'ятого округу США, і він залишався на цій посаді до 1897 року. В 1896 році президентом США був обраний Вільям Мак-Кінлі, який прагнув призначити каліфорнійця членом свого кабінету. Мак-Кінлі зазвичай називав якесь ім'я, як потенційного члена свого кабінету, і дивився на реакцію. Коли було названо ім'я Маккенни каліфорнійські газети вибухнули похвальними статтями на адресу Маккенни.
Мак-Кінлі обговорював з Маккеною можливість призначення його Міністром внутрішніх справ США. Маккенна вказав на те, що, зважаючи на те, що він був католиком, і, що для Мак-Кінлі буде шкідливим, якщо очолювати міністерство, яке мало справу із діяльністю протестантських місіонерів в індіанських резерваціях, буде католик. Також у пресі писали, що Маккенна не хотів очолювати Міністерство внутрішніх справ, оскільки в нього були амбіції стати суддею Верховного суду США, а пост Міністра внутрішніх справ не входив до кар'єрного шляху судді Верховного суду. Тоді Мак-Кінлі в 1897 році призначив Маккенну Генеральним прокурором США. Маккенна був першим каліфорнійцем, призначеним на цю посаду.

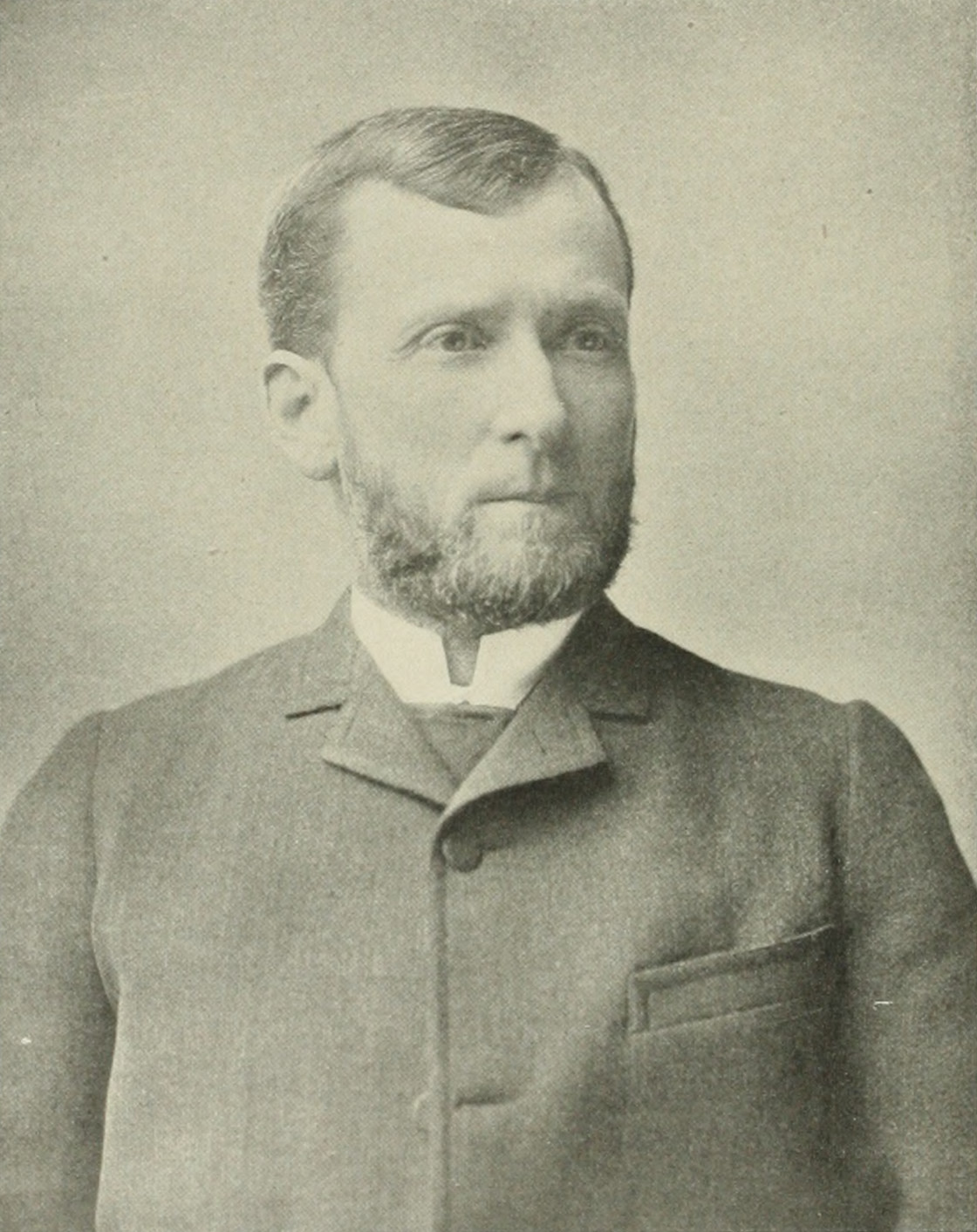
Джозеф Маккенна в молоді роки

Маккенна перебував на посаді Генерального прокурора США лише дев'ять місяців. В 1897 році суддя Верховного суду США Стівен Філд вийшов на пенсію, і у Верховному суді США утворилась вакансія. 16 грудня 1897 року президент Мак-Кінлі номінував Маккенну на посаду судді Верховного суду без особливих консультацій, але політики та юристи зустріли цей крок без ентузіазму. Деякі федеральні судді з Північного заходу писали тодішньому Голові Верховного суду США Мелвілу Фулеру з тим, щоб висловити протест проти призначення Маккенни, оскільки вважали його негідним цієї посади. Один із сенаторів, який побажав залишитись анонімним, так висловлювався з приводу кандидатури Маккенни: «Це найслабша кандидатура до Верховного суду, серед тих, які пропонувались Сенату, безсумнівно, найслабша, на моїй пам'яті.»  На слуханнях щодо призначення Маккенни в Сенаті сенатор з Небраски Вільям Л. Аллен протягом трьох годин виступав із промовою проти призначення Маккенни. Крім того, до Сенату надходили звернення, як на підтримку Маккенни, так і в протистояння до його призначення. Ті, хто протистояли його призначенню вказували на брак належної юридичної освіти, суддівського досвіду, а також на його віросповідання. Однак, в Маккенни була сильна підтримка в Сенаті, і Сенат погодив кандидатуру Маккенни 21 січня 1898 року. Маккенна визнавав свої недоліки, як юриста, і тому кілька місяців навчався в Колумбійській школі права, щоб покращити свої здібності, перед тим, як приступити до роботи у Верховному суді.
Маккенна був суддею Верховного суду США протягом 27 років. В 1915 році він переніс легкий інсульт, але в подальші роки його здоров'я стало погіршуватись, що вже стало очевидним в 1921 році, коли він, як старший суддя, приводив до присяги Голови Верховного суду Вільяма Говарда Тафта. Проблеми зі здоров'ям почали відбиватись на роботі Маккенни: він втрачав логічний хід думок, і його стало легко розізлити.  Одного разу він мав написати суддівську думку від імені більшості, і написав в ній те, що суперечило тому, що погодили судді на суддівській конференції. Тодішній Голова Верховного суду Вільям Говард Тафт вмовляв піти його пенсію, але Маккенна пручався. Зрештою, Тафт наполіг, і Маккенна вийшов на пенсію 5 січня 1925 року. Він помер через майже два роки потому — 21 листопада 1926 року в своєму будинку у Вашингтоні.

## Діяльність в Палаті представників США

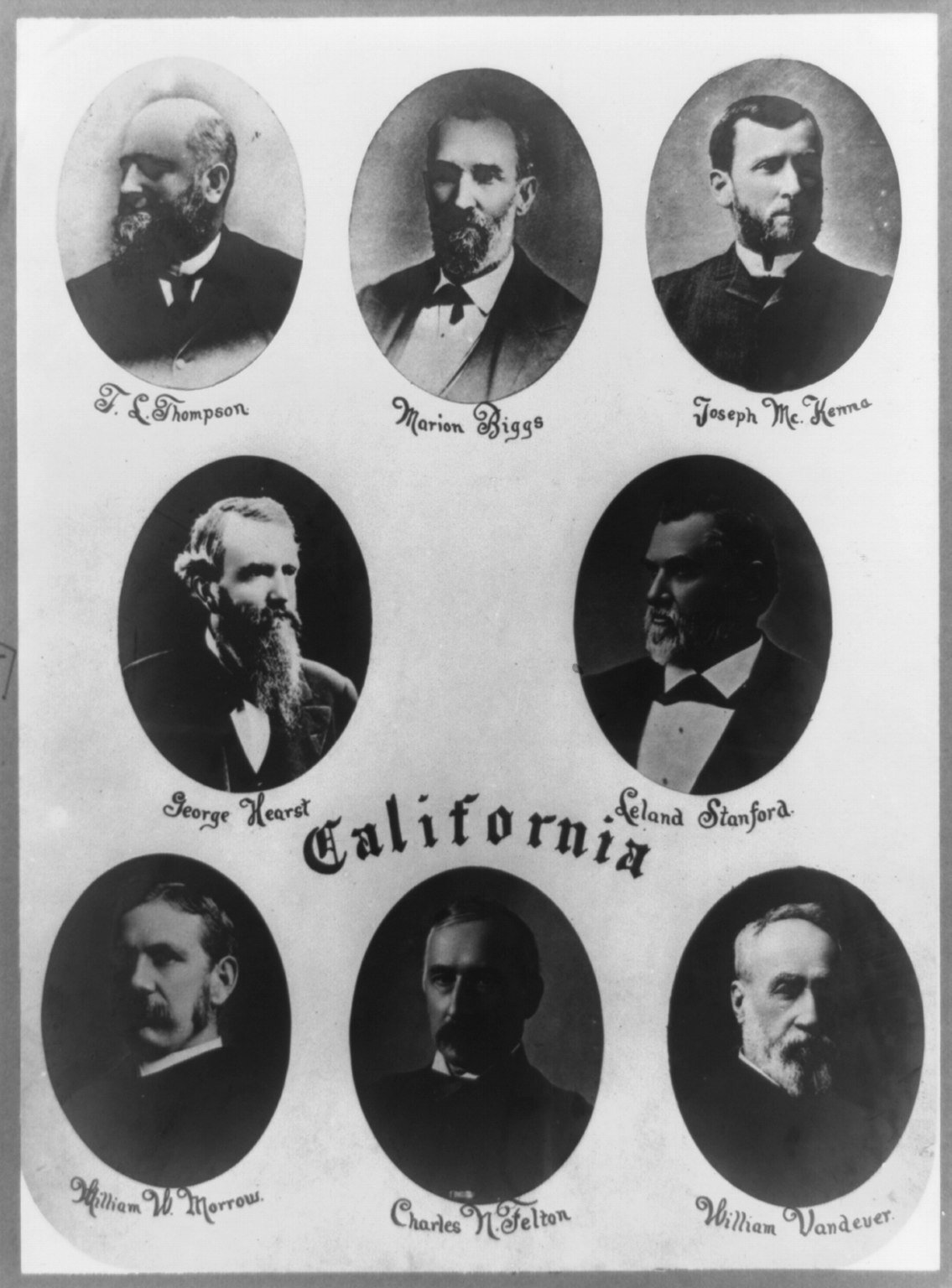
Делегати від Каліфорнії на 50-му Конгресі (зверху, зліва направо): Т. Л. Томпсон, Меріон Біґз, Джозеф Маккенна, Джордж Герст, Ліленд Стенфорд, Вільям Морроу, Чарльз Н. Фелтон

Під час першої каденції Маккенна був призначений до комітету претензій, де він був незвичайно активним в питаннях надання адресної допомоги та виділення пенсій ветеранам громадянської війни. Крім того, він представляв законопроекти, що передбачали звільнення від оподаткування дистильованого з меляси алкоголю, а також звільнення від мита устаткування, призначеного для виробництва цукрового буряку. Він також захищав каліфорнійські інтереси, підтримуючи перемежування Сан-франциської затоки та інших каліфорнійських вод, поліпшення на річці Сакраменто, виділення фінансування на поліпшення для військово-морської верфі Mare Island та Бенішського арсеналу. Маккена голосував проти Закону про торгівлю між штатами, який встановлював регулювання залізничних перевезень та створював Комісію торгівлі між штатами.
В другу каденцію Маккенна підтримував протекціоністські заходи, виступаючи проти звільнення від мита вовни, лісоматеріалів, солі, бури, фруктів та мармуру. Він боровся за інтереси за інтереси виробників родзинок, виступаючи за введення мита для імпортних родзинок. Маккенна також голосував за дозвіл продавати товари, зроблені федеральними засудженими, за прийняття Південної Дакоти до складу США в статусі штату, за встановлення 8-годинного робочого дня у федеральній друкарні. Він голосував проти законопроектів, що запроваджували стягнення поштового збору з книжок та уповноважували Міністра фінансів США погашати облігації з надлишковим доходом. На думку Перселла така манера голосування вказує на те, що Маккенна був досить незалежним і відхилявся від прийнятої лінії республіканців. Водночас він палко захищав майбутнього президента-республіканця Бенджаміна Гаррісона від нападків демократів.
Під час третьої каденції Маккенну призначили до престижного комітету державних доходів. Будучи членом цього комітету, він близько співпрацював з тодішнім головою комітету і майбутнім президентом Вільямом Мак-Кінлі, а також з майбутнім губернатором Вісконсину та сенатором Робертом Ла Фоллеттом. Він продовжував підтримувати протекціоністські заходи, а саме, підвищення мита на 50 % на ряд імпортованих товарів. Крім того, він підтримав виділення залізничній компанії Central Pacific Railroad трьох мільйонів доларів США на перевезення військ та військових припасів.
У Палаті представників, серед іншого, Маккенна відзначився тим, що протистояв ініціативам, призначеним захистити інтереси китайських іммігрантів в США. Так, він не підтримав виділення компенсації китайським іммігрантам за втрати, понесені під час антикитайських заворушень та різанини в Рок-Спрінґс, Вайомінг, в якій білі іммігранти вбивали китайських іммігрантів. У своїй промові з цього приводу Маккенна вказав, що не бачить сенсу в тому, щоб Конгрес брав на себе відповідальність за заворушення, в яких не брав участь «жоден американець». Він також підтримав прийняття Акту про виключення китайців — закону, що забороняв імміграцію китайців. Крім того, під час своєї третьої каденція Маккенна представив законопроект, який зобов'язував наглядача за переписом населення «перерахувати китайське населення в такий спосіб і з такими деталями», щоб можна було скласти повний та точний описовий каталог всіх китайців в США на дату перепису. Законопроектом передбачалось, що кожен китаєць внесений до реєстру отримає сертифікат, що засвідчував би його або її легальне перебування у США. Цей законопроект був прийнятий Палатою представників, але відхилений Сенатом.

## Діяльність в Апеляційному суді Дев'ятого округу США
Коли Маккенну призначили суддею Апеляційного суду Дев'ятого округу США, під юрисдикцією суду знаходились штати Каліфорнія, Айдахо, Монтана, Орегон, Вашингтон, а також територія Аляска. Фредерік зробив спостереження, що за час перебування на посаді судді апеляційного суду Маккенна «продемонстрував більше вміння підтримувати політичну дружбу, ніж заслуговувати на повагу й захоплення своїх братів-суддів на Далекому Заході.» Він також зазначив, що Маккенна не справив значного впливу на суд, як на установу. О'Хара пише, що під час роботи в апеляційному суді Маккенна нічим особливим не відзначився та був об'єктивним, коли йшлося про інтереси залізничних компаній (на подив його критикам). О'Хара відзначає, претензій щодо неупередженості та чесності Маккенни не виникало. Водночас О'Хара зазначає, що виклад думок Маккенни демонстрував його неналежну освіту: він часто робив синтаксичні та пунктуаційні помилки, а також не завжди міг точно сформулювати речення. Перселл змальовує Маккенну консервативним суддею, який поважав силу прецеденту, навіть, якщо прецедент був сумнівним та застарілим, з огляду на зміни часу та обставин, а також на прогресивне розуміння соціальної справедливості.
В 1895 році Маккенна взяв самовідвід у справі Міністерства юстиції США проти спадкоємців Ліленда Стенфорда, в якій уряд намагався стягнути борги залізничної компанії Стенфорда Central Pacific Railroad зі спадщини Стенфорда, який на той час вже помер. Після смерті Стенфорда виявилось, що в його заповіті Маккенна був названий одним із довірчих керуючих його спадщиною, і хоча Маккенна відмовився бути довірчим керуючим Стенфордської спадщини, він, як писала газета San Francisco Call, мав побоювання, що якщо він винесе рішення на користь спадкоємців Стенфорда, його звинуватять в тому, що його дружні почуття перемогли його суддівський борг. Справа зрештою вирішилась на користь Стенфордів, що пізніше було підтверджено Верховним судом США.
В Апеляційному суді Дев'ятого округу США Маккенні також довелось займатися справами щодо китайських іммігрантів, а відтак — тлумачити законодавство щодо обмеження китайської імміграції, а також міжнародні угоди між США та Китаєм. В редакторській замітці журналу The Green Bag було написано, що Маккенна «продемонстрував такт, а також майстерність у тлумаченні договорів і роз'ясненні міжнародного права, коли виникло багато суперечок щодо поводження з китайськими іммігрантами та статусу їхнього проживання». Маккенна залишався вірним своїм поглядам, висловленим в Палаті представників, і тлумачив законодавство не на користь китайських іммігрантів. Наприклад, в справі «США проти Мока Чу» (англ. United States v. Mock Chew), в якій відповідачу, китайському іммігранту Моку Чу, китайськім консулом в Йокогамі, Японія, був виданий сертифікат, який засвідчував, що відповідно до угоди між США та Китаєм, той мав право та дозвіл на приїзд та перебування в США, Маккенна постановив, що сертифікат, підписаний консулом Китаю в Йокогамі, Японія, не мав такої ж сили, як сертифікат, виданий китайським урядом. Маккенна зазначив, що в справі не було доказів того, що китайський уряд уповноважив китайського консула в Йокогамі видавати такі сертифікати.

## Діяльність на посаді Генерального прокурора США
Як Генеральний прокурор США Маккена готував юридичні висновки з питань, з яких до нього звертались федеральні службовці. Юридичні висновки Маккенни з митних питань демонстрували його прихильність до протекціонізму. Закон Дінґлі 1897 року передбачав стягнення додаткового дискримінаційного мита на товари, що імпортуються не на транспортних США, а також на виготовлені не в суміжній із США країні товари, що ввозяться в США із суміжної країни. В своєму висновку Маккенна пояснив, що метою цього положення був захист перевезень транспортними засобами США, ввівши дискримінаційне мито на товари, що вводяться іноземними транспортними засобами, а також запобігти уникненню дискримінаційного мита через ввезення товарів через суміжні із США країни. При цьому, закон передбачав, що дискримінаційне мито не застосовується до товарів, що: (1) ввозяться до США іноземними суднами, які, відповідно до міжнародних угод, мають право заходити в порти США, якщо вони заплатили таке ж мито, як платять на ввезені товари судна США та (2) товари, що імпортуються із суміжних із США країни «в ході звичайної роздрібної торгівлі».
Маккенна трактував останнє положення дуже вузько. У висновках Маккенна писав, що має накладатись дискримінаційне мито на: китайський чай, який було доставлено на англійському судні в Канаду, а звідти — залізницею до Чикаго; марганцеву руду з Чілі, яка прибула до Філадельфії на англійському судні; на діаманти, доставлені до Канади з Нідерландів, а з Канади — до США. Свою позицію він обґрунтовував, зокрема, тим, що ці товари ввозились до США не «в ході звичайної роздрібної торгівлі». В пресі писали, що перед тим, як опублікувати свої висновки щодо дискримінаційного мита, Маккенна їздив до президента Мак-Кінлі, щоб персонально проінформувати його про них.
Опозиція Маккенни до китайської імміграції також була помітною в його юридичних висновках. Так, в одному із своїх висновків Маккенна вказав на те, що сертифікат, виданий уповноваженим США про те, що китаєць має право залишатись в США, тому, що, як видавалось, він був громадянином США, не є достатнім доказом того, що цей китаєць має право на в'їзд до США. Маккенна зазначив, що з моменту набуття чинності Акту про виключення китайців жоден суд не мав права надавати громадянство США жодному китайцю.

## Діяльність на посаді судді Верховного суду США

### Загальний огляд
За час перебування на посаді судді Верховного суду США Маккенна написав 646 думок від імені більшості, 30 відмінних думок та 4 окремі думки. Його позицію називають центристською, із деяким ухилом в прогресивний лібералізм в тодішньому його розумінні. Маккенна був прихильником зростання федеральної влади, особливо в сфері регулювання бізнесу та промисловості. Дослідники погоджуються в тому, що Маккенні не вдалося розвинути послідовну юридичну філософію.
В 1992 році Лі Епштайн та інші презентували результати свого рейтингу впливу 104-х суддів Верховного суду США. Рейтинг складався за дев'ятьма критеріями: кількість справ, вирішених Верховним судом за час перебування судді на посаді, кількість написаних суддею думок, кількість думок, написаних суддею від імені більшості, кількість важливих думок, написаних суддею від імені більшості, кількість приєднань до думок більшості у важливих справах, кількість написаних суддею окремих думок, що блокували думку більшості, кількість голосувань разом з більшістю за скасування прецеденту, кількість відмінних думок у справах, рішення в яких було пізніше скасовано та кількість книжок та статей, написаних про суддю. В цьому рейтингу Маккенна обійняв 26-те місце, яке розділив із суддею Джозефом Бредлі.

### Позиція Маккенни в ключових справах

#### Справа «Вільямс проти Міссісіпі» (1898р.)
У справі «Вільямс проти Міссісіпі» (англ. Williams v. Mississippi) перед Верховним судом постало питання, чи порушували Чотирнадцяту поправку до Конституції США, яка забороняє расову дискримінацію, Конституція Міссісіпі та закони, на її виконання. Конституція Міссісіпі містила, зокрема, наступні вимоги до осіб для набуття статусу виборців: сплата усіх належних податків протягом двох років, що передують року голосування, та здатність прочитати або зрозуміти будь-який розділ конституції, або розумно тлумачити розділи конституції. При цьому здатність розуміти і тлумачити конституцію оцінювались державним службовцем, який здійснював реєстрацію виборців, як це було передбачено законодавством Міссісіпі, прийнятим на виконання Конституції Міссісіпі. Позивач стверджував, що фактично питання здатності читати, розуміти і тлумачити конституцію вирішувалось на розсуд такого держслужбовця, який міг відмовити будь-кому в реєстрації виборцем, або задавати зайві, зухвалі запитання. Він також стверджував, що в результаті цих положень чорношкіре населення позбавлене права голосувати.
Верховний суд США одностайно постановив, що Конституція та закони Міссісіпі не порушували Чотирнадцяту поправку до Конституції США. Думку від імені суду написав Маккенна. По-перше, посилаючись на попередній прецедент, Маккенна вказав, що Чотирнадцята поправка застосовується до випадків, коли права порушені внаслідок положень конституції або законів штатів, а не внаслідок того, як вони виконуються. По-друге, він вказав, що сам позивач не стверджує, що положення Конституції та законів Міссісіпі є дискримінаційними, а лише вказує на те, що в результаті того, як вони виконуються (розсуд держслужбовців) призводить до дискримінації. По-третє, Маккенна зазначив, що в даній справі, порушення прав, якщо й відбувається, то не через Конституцію або закони Міссісіпі, а через те, що закони залишають рішення щодо реєстрації виборцем на розсуд держслужбовця. У зв'язку з цим він зазначив, що при цьому ніяких конкретних та прямих звинувачень проти таких держслужбовців не висувалось. Маккенна підсумував, що, ані Конституція Міссісіпі, а не закони, прийняті на її виконання, на перший погляд не дискримінують чорношкірих на підставі раси, а також не було доказів, що застосування Конституції та законів Міссісіпі зловмисно спрямованим проти чорношкірих. Було лише зазначено, писав Маккенна, що зловмисне застосування Конституції та законів Міссісіпі було можливим.
В пресі Верховний суд США критикували за таке рішення. Зокрема, журнал Saturday Evening Post писав, що рішення в цій справі прямо порушувало Чотирнадцяту поправку до Конституції США. Американський оратор, журналіст та один із лідерів руху за громадянські права Т. Томас Форчун в журналі The Independent писав, що таке рішення є висловлюванням антагонізму до афроамериканських громадян, таким же огидним, як і антагонізм, висловлений в справі «Дред Скотт проти Сенфорда» (англ. Dred Scott v. Sandford), в якій Верховний суд постановив, що Конституція США не передбачала для чорношкірих таких самих прав, як для білих.

#### Справа «Mutual Film Corp. проти Промислової комісії Огайо» (1915р.)
В справі «Mutual Film Corp. проти Промислової комісії Огайо» (англ. Mutual Film Corp. v. Industrial Comm'n of Ohio) Верховний суд США вирішував, чи порушував цензурний закон Огайо Конституцію Огайо, в якій свободі слова надавався такий самий захист, як і Першою поправкою до Конституції США. Цензурний закон Огайо вимагав, щоб перед тим як фільми демонструвались в Огайо, їхній показ мав бути схвалений Промислової комісією Огайо. Якщо фільм демонструвався без такого схвалення, то з того, хто здійснив показ фільму, за законом, стягувався штраф. Позивач стверджував, що цензурний закон Огайо: (1) незаконно обтяжував торгівлю між штатами; (2) порушував свободу слову та публікацій, гарантованих Конституцією Огайо; (3) фактично делегував законодавчу владу цензорам, уповноважуючи їх вирішувати, чи щось порушує цензурний закон. Верховний суд постановив, що цензурний закон Огайо не порушував Конституцію Огайо, оскільки фільми не підлягали захисту, що надається свободі слова та публікаціям. Думку від імені суду написав Маккенна.
Маккенна відкинув перше твердження позивача, що цензурний закон незаконно обтяжував торгівлю між штатами, вказуючи на те, що закон стосувався лише фільмів, які демонструвались в Огайо. По-друге, Маккенна дійшов висновку, що закон не порушував свободу слова та публікацій, оскільки фільми не є поглядом, свободу яких захищала Конституція Огайо, а демонстрація фільмів — це чистий і простий бізнес, що створений і провадиться з метою отримання прибутку, і не розглядається Конституцією Огайо як преса або висловлення громадської думки. По-третє, Маккенна відповів на третє твердження позивача наступним чином: що межу між законодавчою діяльністю та діяльністю із застосування закону буває нелегко визначити, однак, зрозуміло, що в той час, як законодавець проголошує політику та закріплює правові принципи, виконавець закону може бути наділений повноваженнями встановлювати факти та умови, до яких застосовуються ці політика та принципи. Він зазначив, що якщо б у виконавця закону не було повноважень встановлювати факти та умови, до яких застосовуються політика та принципи, проголошені законодавцем, у законах виникла б нескінченна плутанина, і в спробі деталізувати та конкретизувати факти та умови, забезпечення та виконання законів постраждало б.
В 1952 році прецедент, встановлений в цій справі, був скасований рішенням в справі «Joseph Burstyn, Inc. проти Вілсона» (англ. Joseph Burstyn, Inc. v. Wilson).

#### Справа «Ґілберт проти Міннесоти» (1920 р.)
В справі «Ґілберт проти Міннесоти» (англ. Gilbert v. Minnesota) Верховний суд вирішував питання, чи був конституційним закон Міннесоти, який забороняв втручатися або перешкоджати мобілізації чоловіків у військові чи військово-морські сили Сполучених Штатів або штату Міннесота шляхом пропагування того, що чоловіки не повинні брати участь у військових чи військово-морських силах США чи штату Міннесота в громадському місці або на зібрання п'ятьох та більше осіб, а також шляхом пропагування, письмово чи усно, що громадяни Міннесоти не мають допомагати або сприяти США у переслідуванні ворогів США або ведення війни з ворогами США.
Верховний суд постановив, що такі закони не порушували Конституцію США. Думку від більшості написав Маккенна. У своїй думці Маккенна відповів на два головних аргументи, що висувались позивачем: (1) тільки Конгрес (а не штат) має повноваження регулювати військові та оборонні питання; (2) закони Міннесоти порушують гарантії захисту свободи слова, що містяться в Першій поправці до Конституції США. Щодо першого аргументу Маккенна зазначив, що США складаються зі штатів, штати складаються з громадян США, які також є громадянами штатів, і саме з цих громадян формуються армії та ведуться війни. Далі Маккенна вказав на те, що перемога чи поразка у війні залежить від морального духу та рішучості таких громадян. Він також зробив спостереження, що закони Міннесоти є відображенням духу єдності та співпраці суверенних штатів, які утворюють країну США, проти ворогів США. Маккенна підсумував, що, хоча сформувати армію та керувати нею може тільки Конгрес, штати мають право «регулювати поведінку своїх громадян і стримувати згубний вплив проти спонукань патріотичного боргу».
Щодо другого аргументу, Маккенна зробив спостереження, що свобода слова не є абсолютною та підлягає обмеженням. Він також зазначив, що раніше Верховний суд неодноразово постановляв, що в умовах війни та надзвичайного стану, виправдання діяльності ворогів США не підлягало конституційному захисту.
Американський письменник, журналіст, критик та дипломат Норман Гепґуд критикував рішення Верховного суду, і хвалив відмінну думку судді Луї Брендайса в цій справі. Щодо рішення більшості, Гепґуд зазначив, що, хоча він і не погоджується зі Маккенною в тому, що США вступили у Першу світову війну, щоб «захистити нашу національну честь», він, не хоче, щоб Маккенна потрапив до в’язниці тільки через те, що в нього з Маккенною відмінні погляди на війну. Таким чином, Гепґуд ніби натякав, що різниця у поглядах на цілі війни не повинна стати приводом для ув’язнення будь-кого, як це сталось із Ґілбертом, позивачем у даній справі.  

## Особисте життя

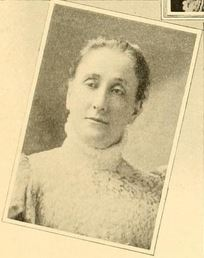
Дружина Джозефа Маккенни Аманда

Маккенна прожив із своєю дружиною Амандою, іммігранткою з Гамбургу, 55 років. Вона відвідувала Нотрдамську середню школу в Сан-Хосе, Каліфорнія. Аманда померла за два роки до нього в 1924 році. В пресі писали, що саме через шок від її смерті Маккенна вирішив піти з Верховного суду США.
В них було четверо дітей: один син — Френк Борнмен Маккенна, та три дочки (Клара, Марі та Гільдерґарда). Його син, Френк Б. Маккенна закінчив Військову академію США у Вест-Пойнті в 1893 році, служив у Пуерто-Рико та на Кубі під час іспано-американської війни, отримав звання майора в 1918 році і, був призначений викладачем військової тактики в одному з навчальних закладів Чикаго, звідки пішов у відставку в 1920 році. Коли Френка Маккенну номінували на посаду генерального інспектора Пуерто-Рико, це викликало занепокоєння серед деяких сенаторів: в цьому вбачали проблему з огляду на те, що деякі справи стосовно Пуерто-Рико могли розглядатись Верховним судом, членом якого був батько Френка. Френк Маккенна помер у Чикаго в 1928 році.
Джозеф Маккенна був затятим гравцем в гольф, і історії, пов'язані з його грою в гольф з'являлись в пресі.

## Вшанування пам'яті
На честь Джозефа Маккенни було названо судно класу «Ліберті» «Джозеф Маккенна» (англ. SS Joseph McKenna).